# Boutancourt
Boutancourt korábbi község Franciaországban, Ardennes megyében. Lakosainak száma 277 fő (2018. január 1.). Boutancourt Dom-le-Mesnil, Élan, Étrépigny, Flize és Sapogne-et-Feuchères községekkel határos.
2019. január 1-jén két másik községgel együtt egyesült a korábbi Flize községgel és az így létrejött (azonos nevű) Flize új község része lett.

## Népesség
A település népességének változása:
| Lakosok száma | 334  | 280  | 275  | 281  | 278  | 288  | 285  | 294  | 277  | 277  |
|               | 1968 | 1975 | 1982 | 1999 | 2006 | 2011 | 2013 | 2016 | 2017 | 2018 |